# General Santos
General Santos, officiellement la Ville de General Santos (en philippin : Lungsod ng Heneral Santos; précédemment connu comme Dadiangás, et en abrégé G. S. C. ou GenSan), est la grande ville la plus méridionale des Philippines. Classée comme une ville très urbanisée de première classe selon une classification en vigueur aux Philippines, General Santos est la 15e ville du pays avec 594,446 habitants au recensement de 2015. General Santos est le centre régional de commerce et d'industrie principal de la région SOCCSKSARGEN. Elle est géographiquement située dans la province de Cotabato du Sud, mais est administrée indépendamment de celui-ci.

## Histoire
Les premiers habitants de General Santos étaient les nomades B'laan. Un certain nombre de noms de lieux de la ville sont issus de leur vocabulaire. Le nom qu'ils donnent à la ville, Dadiangas, provient de l'arbre épineux Ziziphus spina-christi qui était autrefois abondant dans la région et est maintenant protégé par la loi. Les membres de la tribu B'laan sont toujours présents dans la région.

### Colonisation
Dans le cadre d'un mouvement de colonisation organisé par l'État philippin dirigé par le Président Manuel L. Quezon, le Général Santos Paulino a dirigé l'installation de 62 chrétiens de l'île de Luzon sur les rives de la baie de Sarangani. Les premiers colons sont venus à bord du bateau à vapeur “Basilan” de la Compañia Maritima le 27 février 1939. La mission de ces 62 pionniers, principalement agriculteurs ou commerçants, était de cultiver la région assidûment. Après cette première arrivée de pionniers, des milliers d'autres Chrétiens de l'île de Luçon et des Visayas sont ensuite venus dans la région, menant peu à peu les B'laan à déménager dans la montagne et à perdre leurs moyens de subsistance traditionnels.

### Seconde Guerre Mondiale
Au cours de la Seconde Guerre mondiale, le District Municipal de Buayan où se situe aujourd'hui General Santos fut occupé par le Japon. Des vestiges de cette époque peuvent encore être vus au site de Guadalupe.

### Changement de nom et élévation au statut de ville

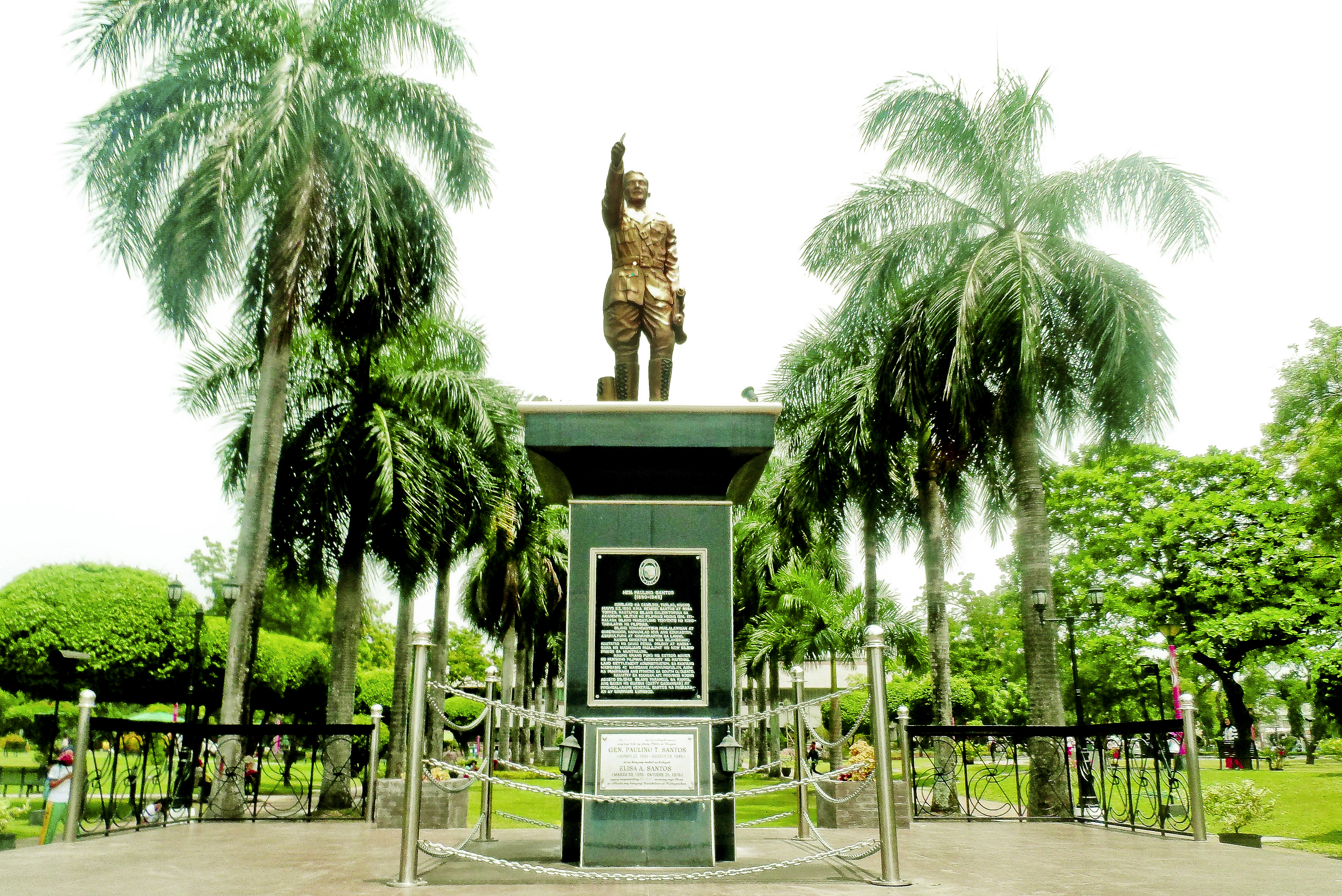
Statue du Général Paulino Santos d'après lequel la ville est nommée.

Un an après que les Philippines eurent retrouvé leur pleine souveraineté des États-unis, le 4 juillet 1946, la Municipalité de Buayan devint une municipalité de 4e classe et absorba le District Municipal voisin de Glan. Irineo Santiago fut le premier Maire de la ville, à partir du 1er janvier 1948.
Six ans plus tard, en juin 1954, la ville fut renommée General Santos en hommage au général pionnier par la loi no 1107, rédigée par le député Luminog Mangelen de la Province de Cotabato.
De 1963 à 1967, la municipalité connut un boom économique lors du mandat du Maire Lucio Velayo, car plusieurs groupes agro-industriels et des multinationales comme Dole Philippines s'installèrent dans la région.
Le 8 juillet 1968, la Municipalité de General Santos fut transformée en ville par la loi no 5412, rédigée par le Député James L. Chiongbian. Antonio C. Acharon devint le nouveau maire de la ville cette même année. En 1988, General Santos a été déclarée ville très urbanisée.

## Géographie
La Ville de General Santos se trouve dans la partie sud des Philippines. Elle est située aux coordonnées 6°7 N et 125°10'E, au sud-ouest de Davao.
Elle est bordée par des municipalités de la Province de Sarangani à savoir Label à l'est, et Maasim dans le sud. General Santos est également limitrophe des municipalités de Polomolok (Cotabato du Sud) et de Malungon (Sarangani) dans le nord, et de la municipalité de t'boli dans l'ouest.

### Le climat
La ville de General Santos a un climat tropical de savane (classification climatique de Köppen Aw). Elle est considérée comme l'un des endroits les plus secs des Philippines.

## Démographie
Il existe deux principales langues parlées dans la ville, le cebuano largement parlée et utilisée par les médias locaux dans la ville (télévision, radio et journaux), suivie par l'Hiligaïnon, qui est utilisé principalement par des colons venus des provinces de Cotabato du Sud, du Sultan Kudarat, du Cotabato-Nord et de Maguindanao, ainsi que par les immigrants en provenance des provinces de Negros Occidental, Iloilo et de Guimaras.

### La Religion
La religion prédominante dans la ville est le Christianisme, et notamment le catholicisme (90 pour cent de la population). 8 % de la population s'identifie comme protestante.
Les 2 % restant appartiennent à des religions non Chrétiennes, en particulier l'Islam.

## L'économie
L'activité économique est principalement ancrée dans deux secteurs, à savoir l'industrie agro-alimentaire et l' industrie de la pêche.
- Industrie agro-alimentaire : doté d'un sol volcanique riche, de précipitations importantes et bien distribuées tout au long de l'année et d'un climat sans typhon, la Ville de General Santos produit des cultures d'exportations de haute valeur comme le maïs, la noix de coco, les ananas, les asperges, la banane et le riz. Elle produit aussi des fruits exotiques de qualité, des légumes et des fleurs coupées. La ville est également un important producteur et exportateur de viande d'élevage avec notamment de la volaille, des porcs et des bovins. Avec la croissance continue de la population et de l'économie au fur et au mesure du temps, les terres agricoles de la ville sont progressivement converties en zones urbanisées, afin de répondre au besoin croissant de logements et d'espaces viables.

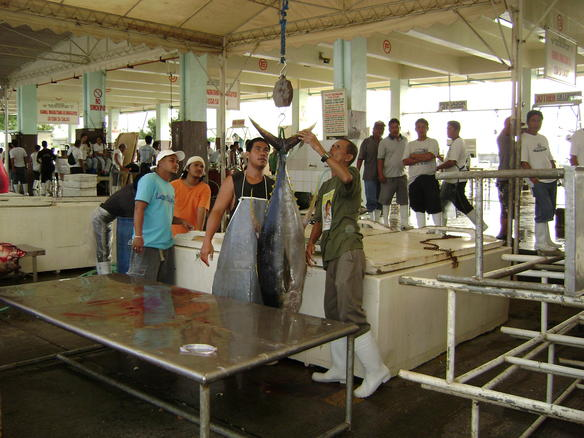
Port de pêche de la Ville de General Santos

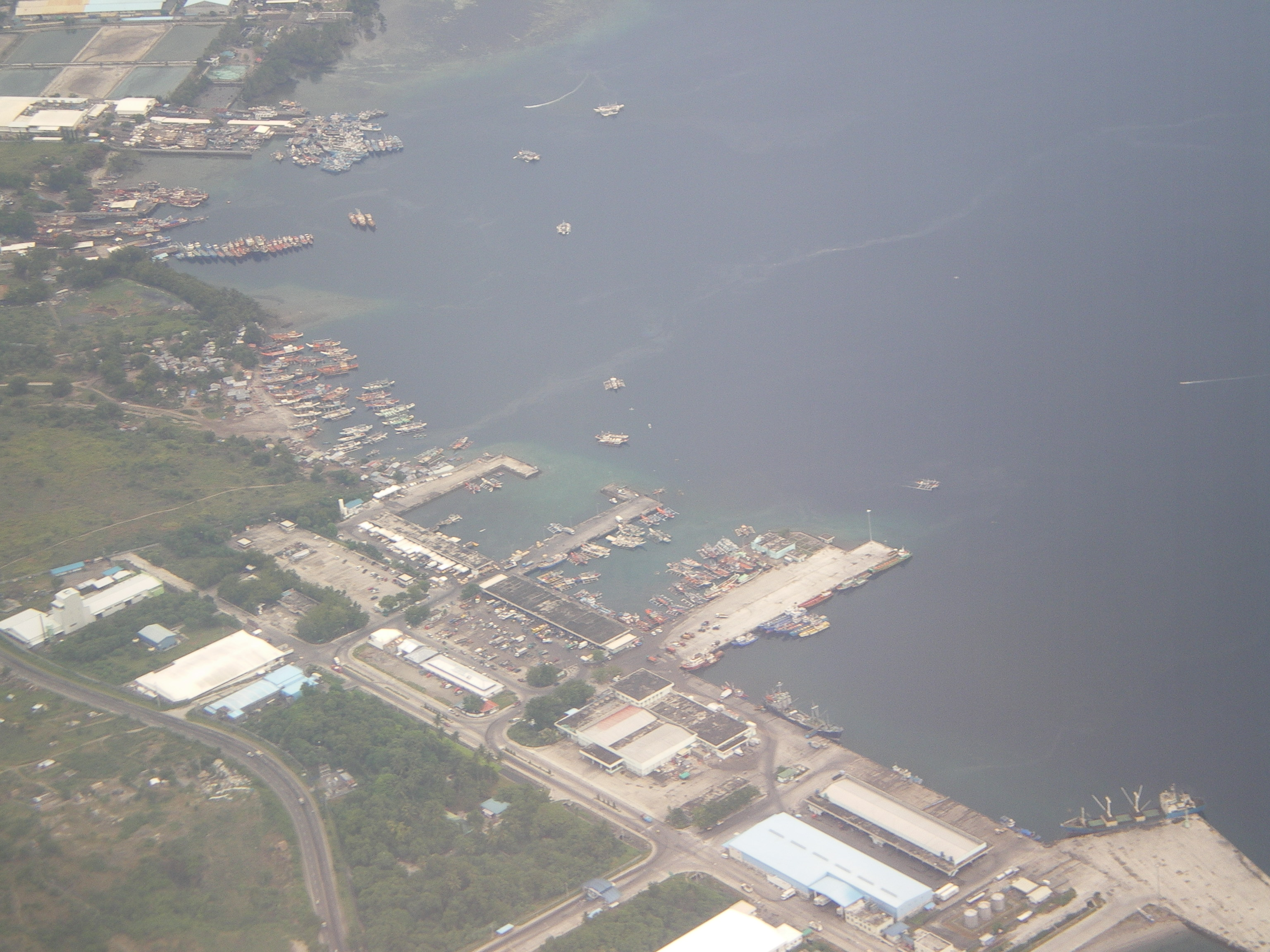
Le port de pêche de la ville De General Santos

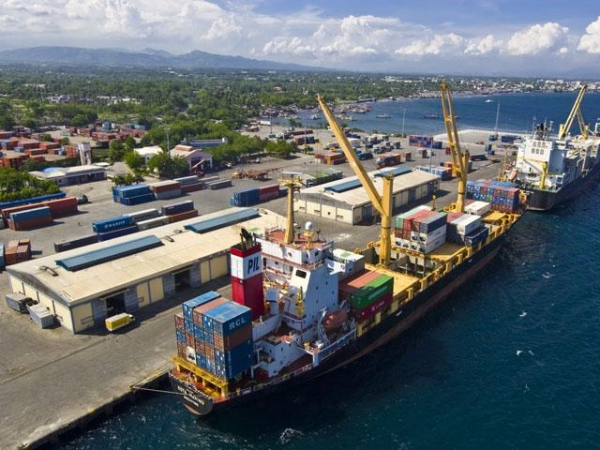
Vue aérienne du quai Makar, le port international de General Santos

- L'industrie de la pêche: la ville de General Santos est le plus grand producteur de thon aux Philippines. GenSan est le deuxième plus grand port de pêche du pays après Navotas dans la région de la capitale nationale. L' industrie de la pêche dans GenSan emploie près de 7 800 travailleurs.

### Transport
Transport Aérien

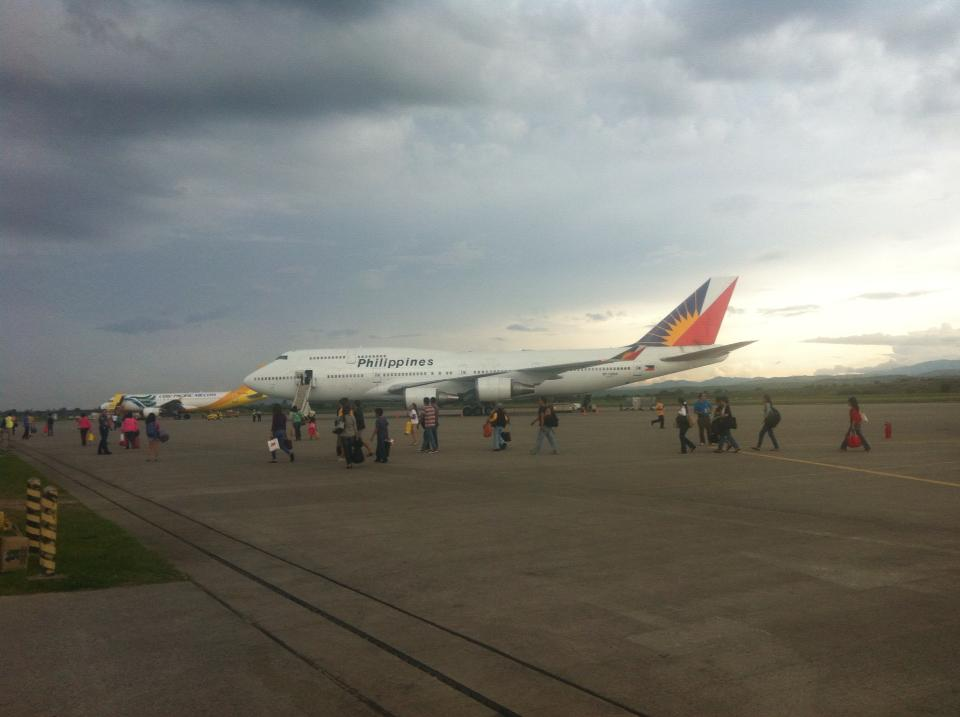
Avions de ligne à l'aéroport international de General Santos

L'aéroport international de General Santos est l'aéroport le plus grand de l'île de Mindanao.
Le Transport Maritime
La ville abrite un port international doté d'équipements modernes permettant d'acheminer hommes et marchandises.
Transport Terrestre

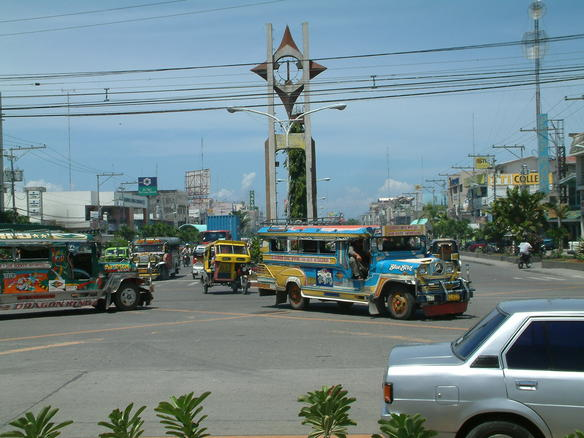
L'Avenue des pionniers, ville De General Santos

La ville est bien reliée au reste du pays par la route. L'autoroute transphilippine relie la ville aux autres grandes villes de Mindanao et des Philippines. Il existe également un centre routier par lequel transitent les bus qui relient General Santos à d'autres provinces de Mindanao.